# Saxifraga cintrana
Saxifraga cintrana (Kuzinsky ex Willk., 1889) è una pianta appartenente alla famiglia delle Saxifragaceae, endemica del Portogallo.
Il Catalogue of Life non elenca alcuna sottospecie.